# قرار مجلس الأمن التابع للأمم المتحدة رقم 1268
قرار مجلس الأمن التابع للأمم المتحدة رقم 1268، المتخذ بالإجماع في 15 تشرين الأول / أكتوبر 1999، بعد إعادة التأكيد على القرار 696 (1991) وجميع القرارات اللاحقة بشأن أنغولا، ولا سيما القراران 1229 (1999) و1237 (1999)، أنشأ المجلس مكتب الأمم المتحدة في أنغولا للتنسيق مع السلطات السياسية والعسكرية والشرطية وغيرها من السلطات المدنية.
وأكد مجلس الأمن من جديد أن الحالة الراهنة في أنغولا ناجمة عن فشل يونيتا بقيادة جوناس سافيمبي في الامتثال لالتزاماتها بموجب اتفاقات السلام وبروتوكول لوساكا وقرارات مجلس الأمن ذات الصلة. ولا يمكن تحقيق المصالحة الوطنية والسلام الدائم إلا من خلال تنفيذ الاتفاقات المذكورة أعلاه، ومن الضروري استمرار وجود الأمم المتحدة في أنغولا.
سيُنشأ مكتب الأمم المتحدة في أنغولا لفترة أولية مدتها ستة أشهر حتى 15 نيسان / أبريل 2000 ويعمل به 30 فردا وموظف دعم ضروريين للاتصال بالسلطات السياسية والعسكرية والشرطية وغيرها من السلطات المدنية في أنغولا لاستكشاف تدابير لاستعادة السلام وتعزيز حقوق الإنسان وتقديم المساعدة الإنسانية.  تمت دعوة الحكومة الأنغولية والأمين العام كوفي عنان لإبرام اتفاقية وضع القوات وطلب الأخير تقديم تقرير كل ثلاثة أشهر بتوصيات بشأن عملية السلام والتطورات الأخرى.

## روابط خارجية
- نص القرار في undocs.org